# Hannes Glarner
Hannes Glarner (* 6. September 1960 in Zürich) ist ein Schweizer Bühnenautor, Schauspieler und Regisseur.

## Leben
In der Schweiz besuchte er mehrere Schulen und absolvierte ein Studium der Literatur- und Musikwissenschaft an der Universität Zürich. 1991 promovierte er im Bereich «Sturm und Drang». Von 1989 bis 1993 war er Regieassistent und Dramaturg am Schauspielhaus Zürich. Seit 1993 ist Glarner freier Autor, Schauspieler und Regisseur an diversen Theatern in der Schweiz und in Deutschland, unter anderem am Staatstheater Stuttgart, Theater Basel, Theater Neumarkt, Schauspielhaus Zürich. Seit 1995 betätigt er sich auch als Hörspielschreiber und -regisseur beim Schweizer Radio DRS 1 und 2.

## Werke (Auswahl)
- Autor von «Walter Tell» für das Casinotheater Winterthur (2003)
- Autor des Filmtheaterstückes «Die Wahrheit der Schmetterlinge» für die AG Theater Rämibühl, Zürich (2004)
- Inszenierung von «Dadü Dada – die Rettung der Welt» der Lucky Artist Company im Dadahaus Zürich (2005)
- Autor von «Inanna», Libretto für die Kammeroper des Konservatoriums Zürich und der Musikschule Stuttgart (2006)- Theater Rigiblick Zürich
- Inszenierung von «Fortune Cookies» – ein Projekt übers Glück von VROOM - Schlachthaus Bern (2007)
- Inszenierung von «Dada Congressus» mit der Abschlussklasse der Scuola Teatro Dimitri (2009)
- Autor von «Das Dorf unter den Steinen» – Multimediatheater imbodenproduction Brig (2010)
- Dramatisierung und Inszenierung von Markus Werners Roman «Festland» – Theater Kanton Zürich (2011)
- «True Nature» eine Yogabusinesssatire mit Anna Tenta - Theater Neumarkt Zürich (2011)
- Inszenierung von "Ödipus - 'cause I love my mother" mit den 12. Klassen der Atelierschule Zürich in Zusammenarbeit mit Utz Bodamer (2012)
- Inszenierung von «Pure Joyce», ein musikalisch-theatralisches Projekt zu James Joyce; mit Shirley Grimes, Rob Kloet und Stefan Kollmuss - Helsinki Klub Zürich (2013)
- Inszenierung von «Bach-Blüten», ein Musiktheaterabend zu Johann Sebastian Bach mit dem Ensemble Miroir und Katharina von Bock - Theater Rigiblick Zürich (2014)
- Inszenierung von «Meisters Geige», ein detektivisches Solo mit Musik, mit Yves Raeber und Nina Eleta - Theater Keller 62 Zürich (2015)
- Inszenierung von «Sleeping Heroines», ein Tanztheater mit Annette Wunsch und Kjersti Sandstoe - Grabenhalle St. Gallen (2016)
- Inszenierung von «Nimm mich mir», eine szenische Recherche zu Niklaus von Flüe - Kulturhaus Helferei Zürich (2017)

## Auszeichnungen
- Berliner Theatertreffen mit «InSekten», Theater Neumarkt, Zürich (1994)
- Zürcher Radiopreis (2002)
- Prix Suisse (2003)
- Prix Italia (2003)
- Choreographiepreis mit «Dada Congressus» am Roma Teatro Festival (2009)